# عیادت بیماران

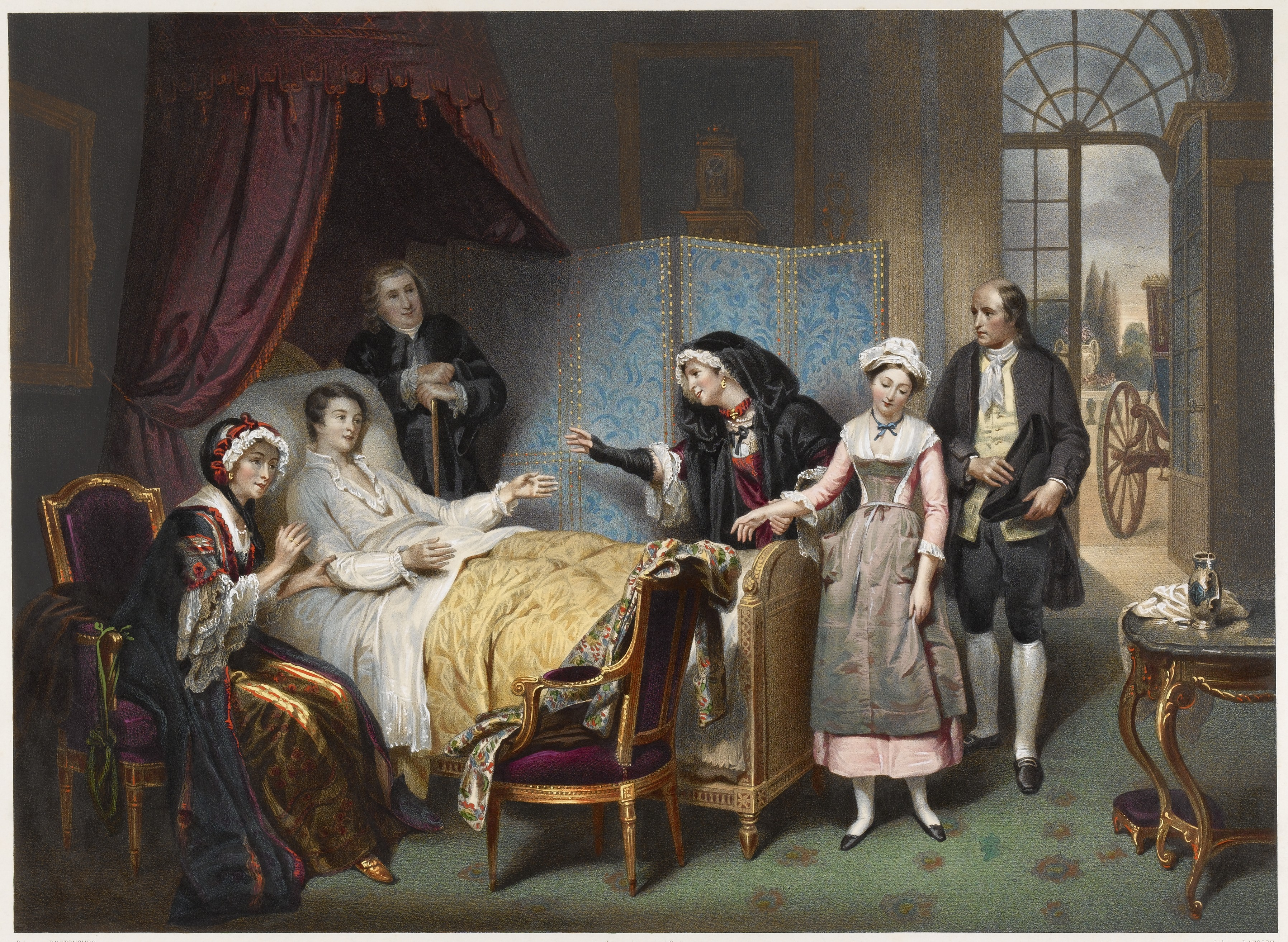
نقاشی عیادت از بیمار

عیادت بیماران به عملی خیرخواهانه و انساندوستانه گفته می‌شود که در آن فرد یا افراد سالم برای احوالپرسی و آرزوی سلامتی به ملاقات فرد بیمار در بیمارستان یا محل بستری او می‌روند.

## توصیه در ادیان
در ادیان زیادی از جمله مسیحیت، یهودیت و اسلام به عیادت بیماران توصیه شده است. مثلاً در دین اسلام اهمیت زیادی به این موضوع داده شده و عیادت بیمار زیارت خدا نامیده شده است.